# Otionellina affinis
Otionellina affinis är en mossdjursart som först beskrevs av Cook och Chimonides 1984.  Otionellina affinis ingår i släktet Otionellina och familjen Otionellidae. Inga underarter finns listade i Catalogue of Life.